# 董端妃
昭惠端妃，亦稱作董端妃（？—? ），名失考，正五品錦衣衛帶俸正千戶董雄之女，明朝明穆宗隆慶帝朱載坖之妃。

## 生平
董氏的出生及入宮時間均待考。隆慶四年（1570年）二月二十六日，隆慶帝派遣公朱希忠、侯吳繼爵、駙馬都尉許從誠、伯杜繼宗、李銘、陳景行持節，大學士李春芳、高拱、陳以勤、張居正、趙貞吉、尚書殷士儋捧冊，封魏氏為英妃，秦氏為淑氏，李氏為德妃，劉氏為莊妃，董氏為端妃，馬氏為惠妃。同年二月二十九日，隆慶帝諭兵部：「新封六妃父魏㫤、秦奉、李柰、劉賢、董雄、馬龯，俱授錦衣衞正千戶」。隆慶六年正月二十六日，隆慶帝批准皇親錦衣衛帶俸正千戶董雄等人的請求，各給其莊田三十頃，同年五月二十六日，隆慶帝駕崩。董端妃的去世時間有待考證，然而，《太常續考》〈西山陵園事宜〉記列朝妃嬪之〈祝女〉中，有「昭惠端妃」之記載，記昭陵諸妃時，則稱「端妃董氏……葬金山」。《宛署雜記》〈恩澤、墳墓〉條曰：「昭陵妃……端妃董氏……葬金山」，其〈經費•陵園〉條中亦有言「小祭七十六處……昭惠端妃董氏……各壹兩肆錢」，可知董端妃的謚號曰昭惠，薨逝後葬於金山。另外，《宛署雜記》中沈榜之〈序〉謂此書成於「萬曆壬辰」，即萬曆二十年，因此可以推斷董端妃在萬曆二十年（1592年）已經去世。

## 端妃冊文
《明穆宗莊皇帝實錄》隆慶四年二月甲子條所收錄的端妃冊文，節錄如下：
```
「六寢建官，懋佐明章之治；四星重象，式昭穆贊之文。故內職必貴於得人，而閫範每資夫多助。咨爾董氏，性姿貞靜，儀度端凝。婉娩夙閑，蚤被掖庭之選；箴圖恪守，允懷彤管之規。淑德既徵，寵封宜逮。茲特遣使持節，封爾為端妃。爾尚益加祗慎，愈篤溫恭。協鬯王風，助宣陰教。以副此褒嘉之眷。」
```